# Jørgen Rasmussen
Jørgen Poul Christian Rasmussen, född 26 april 1931 i Odense, död 23 oktober 2024, var en dansk arkitekt och formgivare.
Jørgen Rasmussen utbildade sig till arkitekt på Kunstakademiets Arkitektskole i Köpenhamn med examen 1955. Han var tvillingbror till arkitekten Ib Rasmussen och bröderna arbetade nära samman i sin egen arkitektfirma med småhus och formgivning från 1957.
Bröderna Rasmussen påbörjade 1958 ett samarbete med möbelföretaget KEVI A/S genom att rita ett bostadshus för företagets chef och huvudägare  Bent Harlang. De ritade sedan möbelföretagets stolar. Jørgen Rasmussen konstruerade 1965 Kevihjulet för kontorsstolen Kevistolen. 
Kevihjulet är inkluderat i Danmarks kulturkanon under kategorin Design och konsthantverk